# Ливия и Европейский союз
Отношения между Европейским союзом и Ливией — двусторонние дипломатические отношения между Ливией и Европейским союзом.

## История
У Ливии давние и бурные отношения с континентальной Европой.

### Греческая, Персидская, Карфагенская и Римская империи
В 630 году до н. э. древние греки колонизировали Восточную Ливию и основали город Кирена. В течение 200 лет на территории, известной как Киренаика, были основаны ещё четыре важных греческих города. Греки Пентаполя сопротивлялись посягательствам древних египтян с Востока, а также карфагенян с Запада, но в 525 году до н. э. персидская армия Камбиса II захватила Киренаику, которая в течение следующих двух столетий оставалась под властью персов и египтян. Греки приветствовалиАлександра Македонского, когда в 331 году до н. э. он вошёл в Киренаику, и Восточная Ливия снова попала под контроль греков, на этот раз как часть Государства Птолемеев. Карфагенская империя пришла к власти, чтобы господствовать над побережьем большей части современной Ливии, однако позже она была включена в состав Римской империи после Пунических войн.

### Османская империя и Италия при Муссолини
Ливия была частью Османской империи, распавшейся после событий Первой мировой войны. С 1912 по 1943 год Ливия находилась под контролем Королевства Италия. Италия потеряла землю во время Североафриканской кампании Второй мировой войны. До 24 декабря 1951 года Великобритания и Франция управляли регионом, когда Ливия провозгласила свою независимость как Объединённое королевство Ливии.

### Гражданская война в Ливии и европейский миграционный кризис
До гражданской войны в Ливии в 2011 году ЕС и Ливия вели переговоры по соглашению о сотрудничестве, которое сейчас заморожено. Европейский союз работал над применением санкций в отношении ливийского конфликта, оказанием помощи, а некоторые члены участвовали в военных действиях. Продолжающаяся Вторая гражданская война в Ливии и кризис европейских мигрантов вызывают напряжённость по обе стороны Средиземного моря.

## Мальтийская декларация
Мальтийская декларация — заявление, сделанное 3 февраля 2017 года во время европейского миграционного кризиса лидерами Европейского союза на Мальте, которое председательствует в ЕС на протяжении 6 месяцев, и в которой основное внимание уделяется мерам по ограничению потока иммиграции из Ливии в Италию и ЕС.
ЕС тесно сотрудничает с Ливией в вопросах безопасности мигрантов, проводя такие акции, как операция «София» и обучение ливийской береговой охраны.